# Vische
Vische est une commune italienne de la ville métropolitaine de Turin, dans la région Piémont.

## Personnalités
- Louise-Marguerite Claret de la Touche (1868-1915), morte à Vische, religieuse visitandine et fondatrice des sœurs de Béthanie du Sacré-Cœur.

## Administration
| Période                                  | Période  | Identité         | Étiquette | Qualité |
| ---------------------------------------- | -------- | ---------------- | --------- | ------- |
| 14 juin 2004                             | En cours | Mario Pignochino |           |         |
| Les données manquantes sont à compléter. |          |                  |           |         |

### Hameaux
Pratoferro, Viscano

### Communes limitrophes
Strambino, Vestignè, Borgomasino, Candia Canavese, Moncrivello, Mazzè, Villareggia